# Велика Писаница
Велика Писаница је насељено место и седиште општине у Билогорском крају, Бјеловарско-билогорска жупанија, Република Хрватска.

## Историја
Велика Писаница је родно место великог српског филолога, географа, књижевника, реформатора Павла Соларића (1781-1821). Потиче тај умни ученик и пријатељ Доситеја Обрадовића, из писаничке свештеничке поподице Соларић.
Велика Писаница је насељена 1700. године а њену парохију је чинило почетком 20. века још десет села, међу којима и Мала Писаница. Остале парохијске филијале биле су: Бачковица, Брзаја, Мали Грђевац, Зрињска, Горња Ковачица, Доња Ковачица, Сибеник, Цремушина и Чађавац.
Било је 1847. године у Великој Писаници 2875 православних Срба, а две деценије потом 1867. године - 3090 душа. По подацима из 1905. године у месту је 1414 домова, од којих 592 српских. Становника је било 8018, од којих су Срби православци 3741 душа. Постоји у насељу српска православна црква и једна комунална школа. Пошта и брзојав се налазио у Грђевцу.
Православна парохија је била прве платежне класе са једним парохом, који живи у парохијском дому. Православна црква посвећена Св. четвородневном Лазару подигнута је 1713. године. Претплату за једну ћириличну српску књигу послао је 1841. године поп Јован Рајчевић, који је и прота северински. Прота Јован је носилац златне медаље, коју је добио за верност и заслуге. Православни свештеник 1905. године је поп Михаил Соларић, родом из Капелне. Црквене матрикуле венчаних и умрлих су уведене 1746. године, а крштених 1760. године. Постојало је старо српско православно гробље.
У Великој Писаници је рођен Дошеновић Јован Атанасије доктор филозофије, бавио се трговачким послом у Трсту. Објавио је три краћа списа, од којих један чине лирске песме, између 1807-1809. године.
Школа је по карактеру комунална са једним здањем, у којој 1905. године ради стални учитељ Милош Муждека.
Претплатник једне немачке књиге преведене на српски језик био је 1830. године, био је у Бјеловару Андрија Кушевић месни купац. Тихон Деметровић се 1856. године обавезао да ће годишње слати по 5 ф. за издржавање пароха у сиромашној парохији у Вировитици.
Место је 1885. године било у саставу Бјеловарског изборног среза за српски црквено-народни сабор у Карловцима. Тада је у том великом селу записано чак 3090 православних душа.
До територијалне реорганизације у Хрватској налазила се у саставу бивше велике општине Бјеловар.

### Други светски рат
Бјеловарски крај је страдао током Другог светског рата. Српски православни народ који је тамо живео је био непожељан у новој, ратној фашистичкој државној творевини "Независној држави Хрватској". Од првих дана успостављања Павелићеве милитантне државе почео је прогон становништва. Судбина им је била одређена: протеривање и малтретирање, промена вере или страдање. На мети су били људи, њихова имовина и православни храмови. Тако су из села Ласовца протеране су 23 српске староседелачке породице, из села Ровишта 90, из села Кобасичара општине Капеле 70 из вароши Бјеловара 70 и из села Беденчака 7, из Скуцане 26, из Рибњачке 15, из Горње Средице 12, из Велике Писанице 180 из Пољанчана 4, Тврде Ријеке 3 итд.
Приличан број Срба напустио је тада православље. Тако је у Великој Писаници 10 породица са око 30 својих чланова прешло у римокатоличку веру.
У бјеловарском срезу поред многих других порушене су и цркве у селима Ласовцу, Великој Писаници и Беденику. Црква у Великој Писаници била је највеличанственији храм у бјеловарском срезу. Она је у време од 1. до 14, јануара 1942. године порушена, пошто је претходно иконостас (Јована Цетиревића сликан 1780. године) поливен гасом и запаљен. Наредбу за рушење издале су усташке власти, а само рушење „су учинили мештани католици из Велике Писанице“.

## Становништво
На попису становништва 2011. године, општина Велика Писаница је имала 1.781 становника, од чега у самој Великој Писаници 1.065.
| Попис 2011.‍        | Попис 2011.‍        | Попис 2011.‍ | Попис 2011.‍ | Попис 2011.‍ |
| ------------------ | ------------------ | ----------- | ----------- | ----------- |
|                    |                    |             |             |             |
| Хрвати             | Хрвати             |             | 1.286       | 72,21%      |
| Срби               | Срби               |             | 231         | 12,97%      |
| Албанци            | Албанци            |             | 146         | 8,20%       |
| Мађари             | Мађари             |             | 82          | 4,60%       |
| остали и непознато | остали и непознато |             | 36          | 2,02%       |
| укупно: 1.781      |                    |             |             |             |

## Попис 1991.
На попису становништва 1991. године, насељено место Велика Писаница је имало 1.469 становника, следећег националног састава:
| Попис 1991.‍   | Попис 1991.‍  | Попис 1991.‍ | Попис 1991.‍ | Попис 1991.‍ |
| ------------- | ------------ | ----------- | ----------- | ----------- |
|               |              |             |             |             |
| Хрвати        | Хрвати       |             | 907         | 61,74%      |
| Срби          | Срби         |             | 205         | 13,95%      |
| Мађари        | Мађари       |             | 174         | 11,84%      |
| Албанци       | Албанци      |             | 47          | 3,19%       |
| Југословени   | Југословени  |             | 46          | 3,13%       |
| Немци         | Немци        |             | 13          | 0,88%       |
| Чеси          | Чеси         |             | 7           | 0,47%       |
| Италијани     | Италијани    |             | 1           | 0,06%       |
| Муслимани     | Муслимани    |             | 1           | 0,06%       |
| Словенци      | Словенци     |             | 1           | 0,06%       |
| Црногорци     | Црногорци    |             | 1           | 0,06%       |
| неопредељени  | неопредељени |             | 19          | 1,29%       |
| регион. опр.  | регион. опр. |             | 1           | 0,06%       |
| непознато     | непознато    |             | 46          | 3,13%       |
| укупно: 1.469 |              |             |             |             |